# جنارو اسپوزیتو
جنارو اسپوزیتو (انگلیسی: Gennaro Esposito؛ زادهٔ ۱۸ مارس ۱۹۸۵) بازیکن فوتبال اهل ایتالیا است.
از باشگاه‌هایی که در آن بازی کرده‌است می‌توان به باشگاه فوتبال هلاس ورونا، باشگاه فوتبال پروجا، باشگاه فوتبال سالرنیتانا، باشگاه فوتبال روبور سیه‌نا، باشگاه فوتبال چزنا، باشگاه فوتبال یووه استابیا، و باشگاه فوتبال ناپولی اشاره کرد.